# Raúl Ramírez
Raúl Carlos Ramírez (Ensenada, 20 de junho de 1953) é um ex-tenista profissional mexicano

## Grand Slam finais

### Duplas, 7 (3 títulos, 4 vices)
| Posição | Ano  | Campeonato        | Piso   | Parceira        | Oponentes                    | Placar                  |
| Campeão | 1975 | Roland Garros     | Saibro | Brian Gottfried | John Alexander Phil Dent     | 6–4, 2–6, 6–2, 6–4      |
| Vice    | 1976 | Roland Garros     | Saibro | Brian Gottfried | Fred McNair Sherwood Stewart | 6–7, 3–6, 1–6           |
| Campeão | 1976 | Wimbledon         | Grama  | Brian Gottfried | Ross Case Geoff Masters      | 3–6, 6–3, 8–6, 2–6, 7–5 |
| Campeão | 1977 | French Open (2)   | Saibro | Brian Gottfried | Wojtek Fibak Jan Kodeš       | 7–6, 4–6, 6–3, 6–4      |
| Vice    | 1977 | US Open           | Saibro | Brian Gottfried | Bob Hewitt Frew McMillan     | 4–6, 0–6                |
| Vice    | 1979 | Wimbledon         | Grama  | Brian Gottfried | Peter Fleming John McEnroe   | 6–4, 4–6, 2–6, 2–6      |
| Vice    | 1980 | Roland Garros (2) | Saibro | Brian Gottfried | Victor Amaya Hank Pfister    | 6–1, 4–6, 4–6, 3–6      |

### Duplas Mistas, 1 (vice)
| Posição | Ano  | Campeonato | Piso  | Parceira       | Oponentes                      | Placar   |
| Vice    | 1973 | Wimbledon  | Grama | Janet Newberry | Billie Jean King Owen Davidson | 3–6, 2–6 |